# Arachneosomatidia beatriceae
Arachneosomatidia beatriceae – gatunek chrząszcza z rodziny kózkowatych i podrodziny zgrzypikowych. Jedyny przedstawiciel rodzaju Arachneosomatidia.

## Zasięg występowania
Gatunek ten występuje na Nowej Kaledonii.